# Khalid bin Hamad Al Khalifa
Khalid bin Hamad Al Khalifa (in arabo خالد بن حمد آل خليفة‎?; Riffa, 23 settembre 1989) è il quinto figlio maschio del Emiro del Bahrein, Hamad bin Isa Al Khalifa, avuto dalla sua seconda moglie, Scceica Sheia bint Hasan Al Khrayyesh Al Ajmi.

## Biografia
Si è laureato nel 2007 presso la scuola nazionale "Ibn Khuldoon" e nel 2008 presso la Royal Military Academy di Sandhurst. Ha seguito il corso per ufficiali di base nel 2009 ed è stato nominato tenente, promosso poi a capitano nel 2013 e a maggiore nel 2014. Nel 2012 ha inoltre seguito il corso Thunderbolt per gli ufficiali istruttori in Francia e il corso di commando presso la British Royal Marines nel Regno Unito. Nel 2015 ha partecipato alle forze di coalizione sotto il comando dell'Arabia Saudita nella repubblica dello Yemen.
È stato membro della squadra reale di endurance del Bahrein fino dalla sua fondazione nel 2000, sotto la guida di suo fratello, Nasser bin Hamad Al Khalifa e nel 2004 ha istituito le scuderie Al Khalidya per le gare di endurance equestri. Nel 2008 ha vinto il campionato britannico Thetford di endurance e insieme alla squadra reale ha ottenuto il terzo posto nel Campionato internazionale di endurance in Malaysia. Nel 2009 ha ottenuto il secondo posto al campionato Thetford.
Tra il 2012 e il 2014 ha partecipato ai campionati di Ironman ed ha fatto parte della squadra del Bahrein per il campionato internazionale di ironman negli Stati Uniti nel 2013 e nel 2014, quando la squadra ha ottenuto il primo posto. Nel 2014 ha partecipato alla traversata a nuoto a favore dei malati di cancro da Sunset Beach Resort in KSA fino a Sofitel Bahrain Zallaq Thalassa Sea & Spa nel regno di Bahrain, coprendo 42 km in 20 ore.
Nel 2015 ha vinto la medaglia di bronzo nel primo campionato europeo open per dilettanti di arti marziali miste. Nel 2016 ha lanciato la Federazione di combattimento per organizzare campionati per professionisti delle arti marziali miste.
Il 6 giugno 2011 si è sposato la principessa Sahab bint Abdullah Al Saud, figlia del re Abd Allah dell'Arabia Saudita, dalla quale ha avuto due figli: Faisal (12 dicembre 2012) e Abdullah (6 febbraio 2015).
Nello stato del Bahrein riveste le seguenti cariche:
- primo vicepresidente del Consiglio supremo per la gioventù e lo sport (dal 2010)
- presidente dell'Associazione di atletica leggera del Bahrein (dal 2012)
- presidente dell’Associazione di atletica leggera dell'Asia occidentale (dal 2013)
- comandante dell'unità speciale (Rapid Intervention Force) della Guardia reale (dal 2013)
- fondatore dell'organizzazione "KHK MMA di arti marziali miste Khalid bin Hamad" (dal 2015)
- presidente onorario della Federazione sport per disabili del Bahrein (dal 2016)
- presidente onorario della Federazione delle arti marziali miste del Bahrein (dal 2016)
- capitano delle scuderie di Al Khalidya

È stato inoltre:
- primo vicepresidente della Federazione equestre reale e di endurance del Bahrein (2003-2012)
- presidente onorario del Najma Club (2006-2014)
- presidente della Federazione reale per le gare equestri e di endurance (2009-2013)
- membro del Consiglio supremo per la gioventù e lo sport dal 2010
- presidente onorario dei Campionati del Golfo per gli sport dei media (2015)

Ha istituito e appoggiato numerose iniziative in campo sportivo, didattico e umanitario:
- campionato di calcio "Khalid bin Hamad" per i club nazionali
- campionato di falconeria "Khalid bin Hamad"
- campionato per gli sport dei media "Khalid bin Hamad" e campionato per gli sport dei media GCC "Khalid bin Hamad"
- campionato di ippica "Khalid bin Hamad" e il campionato di ippica "Khalid bin Hamad" per persone con disabilità
- lega di calcio a cinque giocatori "Khalid bin Hamad" per i centri giovanili e per persone con disabilità
- premio per progetti di laurea "Khalid bin Hamad" per le università del Bahrein
- borsa di studio per laureati all'Università del Bahrein per persone con disabilità
- premio "Khalid bin Hamad" teatro giovanile per i club nazionali e i centri giovanili
- premio teatrale per la gioventù "Khalid bin Hamad" per persone con disabilità
- sponsorizzazione del World Robotics Olympiad “WRO” per le scuole
- sponsorizzazione del Forum di innovazione del Golfo con lo slogan "#Innovate il nostro futuro"
- premio "Khalid bin Hamad" per progetti di sviluppo sostenibile
- premio "Khalid bin Hamad" per giovani scrittori – 24 ore
- sponsorizzazione della mostra di Halat i cui ricavi erano destinati alle famiglie dei martiri del regno di Bahrein

## Ascendenza
|                                        |                         |                                           | Genitori                      |  |  | Nonni |  |  | Bisnonni                    |  |  | Trisnonni                |  |
|                                        |                         |                                           |                               |  |  |       |  |  | Salman bin Hamad Al Khalifa |  |  | Hamad bin Isa Al Khalifa |  |
|                                        |                         |                                           |                               |  |  |       |  |  | Salman bin Hamad Al Khalifa |  |  | Hamad bin Isa Al Khalifa |  |
|                                        |                         | una figlia di Salman bin Duaij Al Khalifa |                               |  |  |       |  |  | Salman bin Hamad Al Khalifa |  |  |                          |  |
| Isa bin Salman Al Khalifa              |                         |                                           |                               |  |  |       |  |  | Salman bin Hamad Al Khalifa |  |  |                          |  |
|                                        |                         | Mouza bint Hamad Al Khalifa               | Hamad bin Abdullah Al Khalifa |  |  |       |  |  |                             |  |  |                          |  |
|                                        |                         | Mouza bint Hamad Al Khalifa               | Hamad bin Abdullah Al Khalifa |  |  |       |  |  |                             |  |  |                          |  |
|                                        |                         | Mouza bint Hamad Al Khalifa               | …                             |  |  |       |  |  |                             |  |  |                          |  |
| Hamad bin Isa Al Khalifa               |                         | Mouza bint Hamad Al Khalifa               |                               |  |  |       |  |  |                             |  |  |                          |  |
|                                        |                         | Salman bin Ibrahim Al Khalifa             | Ibrahim bin Khalid Al Khalifa |  |  |       |  |  |                             |  |  |                          |  |
|                                        |                         | Salman bin Ibrahim Al Khalifa             | Ibrahim bin Khalid Al Khalifa |  |  |       |  |  |                             |  |  |                          |  |
|                                        |                         | Salman bin Ibrahim Al Khalifa             | Haya bint Salman Al Khalifa   |  |  |       |  |  |                             |  |  |                          |  |
| Hessa bint Salman Al Khalifa           |                         | Salman bin Ibrahim Al Khalifa             |                               |  |  |       |  |  |                             |  |  |                          |  |
|                                        |                         | …                                         | …                             |  |  |       |  |  |                             |  |  |                          |  |
|                                        |                         | …                                         | …                             |  |  |       |  |  |                             |  |  |                          |  |
|                                        |                         | …                                         | …                             |  |  |       |  |  |                             |  |  |                          |  |
| Khalid bin Hamad Al Khalifa            |                         | …                                         |                               |  |  |       |  |  |                             |  |  |                          |  |
|                                        | N. Al Khrayyesh Al Ajmi | N. Al Khrayyesh Al Ajmi                   |                               |  |  |       |  |  |                             |  |  |                          |  |
|                                        | N. Al Khrayyesh Al Ajmi | N. Al Khrayyesh Al Ajmi                   |                               |  |  |       |  |  |                             |  |  |                          |  |
|                                        | N. Al Khrayyesh Al Ajmi | …                                         |                               |  |  |       |  |  |                             |  |  |                          |  |
| Hassan Al Khrayyesh Al Ajmi            | N. Al Khrayyesh Al Ajmi |                                           |                               |  |  |       |  |  |                             |  |  |                          |  |
|                                        |                         | …                                         | …                             |  |  |       |  |  |                             |  |  |                          |  |
|                                        |                         | …                                         | …                             |  |  |       |  |  |                             |  |  |                          |  |
|                                        |                         | …                                         | …                             |  |  |       |  |  |                             |  |  |                          |  |
| Sheia bint Hassan Al Khrayyesh Al Ajmi |                         | …                                         |                               |  |  |       |  |  |                             |  |  |                          |  |
|                                        |                         | …                                         | …                             |  |  |       |  |  |                             |  |  |                          |  |
|                                        |                         | …                                         | …                             |  |  |       |  |  |                             |  |  |                          |  |
|                                        |                         | …                                         | …                             |  |  |       |  |  |                             |  |  |                          |  |
| …                                      |                         | …                                         |                               |  |  |       |  |  |                             |  |  |                          |  |
|                                        |                         | …                                         | …                             |  |  |       |  |  |                             |  |  |                          |  |
|                                        |                         | …                                         | …                             |  |  |       |  |  |                             |  |  |                          |  |
|                                        |                         | …                                         | …                             |  |  |       |  |  |                             |  |  |                          |  |
|                                        |                         | …                                         |                               |  |  |       |  |  |                             |  |  |                          |  |